# 青山幸哉
青山 幸哉（あおやま ゆきしげ）は、江戸時代後期の大名。美濃国郡上藩6代藩主。幸成系青山家10代。

## 生涯
文化12年（1815年）、青山宗家の丹波国篠山藩4代藩主・青山忠裕の七男として、江戸に生まれた。分家の八幡藩5代藩主・青山幸礼に嗣子がなかったため、養子となり、天保9年（1838年）の幸礼の死去により家督を継いだ。
天保11年（1840年）に奏者番に任じられ、天保14年（1843年）に寺社奉行を兼任する。しかし弘化3年（1846年）、藩財政悪化を理由に辞職した。このため、財政再建を主とした藩政改革を行なう。借財整理、生糸の専売、倹約などを中心とした八幡藩の安政・文久の改革である。これらは多少は効果があったものの、万延元年（1860年）7月に寺社奉行と奏者番を再任する形で兼任となったため、またも出費が重なり、さらに文久元年（1861年）12月に寺社奉行を、文久2年（1862年）閏8月に奏者番制度が廃止されて辞任した後は、文久3年（1863年）4月に神奈川警備、5月に摂津国警備を命じられて更に出費が続くことになる。また、藩内でも改革に反対する領民による万延の郡上騒動が起こって、改革は中止に追い込まれた。
このような中で、失意のうちに文久3年（1863年）7月16日、死去。享年49。跡を長男の幸宜が継いだ。

## 人物
書画に優れた文化人でもあった。
幸哉は篠山在住時から蘭学に志し、足立櫟亭（宇田川榕庵の弟）からオランダ語を学んでいる。安政2年（1855年）には、メートル法についての記述を含む『西洋度量考』を刊行した。この本は、先行する西洋の度量衡についての書物に増補を加え、体系的にまとめた書籍である。西洋の度量衡について記したものとしては初めて出版が行われた本で、広く普及した。

## 系譜
父母
- 青山忠裕（実父）
- 青山幸礼（養父）

正室
- 戸田氏庸の娘

子女
- 青山幸宜（長男） - 養母は幸哉の正室
- 澄子 - 松浦詮継室
- 禄子 - 久松定弘正室
- 錫子 - 岡部長職正室
- 鈎子 - 松浦詮養女、立花寛治正室、のち岩城隆邦継室